# Tour de Hainan 2017
La 12.ª edición del Tour de Hainan se corrió entre el 28 y el 5 de noviembre de 2017. El recorrido consistió de un total de 9 etapas sobre una distancia total de 1571,2 km.
La carrera formó parte del circuito UCI Asia Tour 2018 dentro de la categoría 2.HC y fue ganada por el ciclista italiano Jacopo Mosca del equipo de categoría Profesional Continental el Wilier Triestina-Selle Italia.

## Equipos participantes
Tomaron la partida un total de 20 equipos, de los cuales 4 fueron Profesional Continental, 15 Continentales y 1 Selección nacional, quienes conformaron un pelotón de 132 ciclistas de los cuales terminaron 91.
| Equipos continentales profesionales (4)- Bardiani CSF - Delko Marseille Provence KTM - Novo Nordisk - Wilier Triestina-Selle Italia Equipos continentales (15)- H&R Block - RTS-Monton Racing - IsoWhey Sports-Swiss Wellness - Kolss - Hainan Jilun - Attaque Team Gusto - Monkey Town Continental - Beijing XDS-Innova Cycling Team - Hengxiang Cycling Team - Team Ukyo - Mitchelton Scott - Giant - Keyi Look - Jelly Belly-Maxxis - Vorarlberg Equipo nacional- Suiza |
| |

## Etapas
| Etapa     | Fecha     | Recorrido                           | type                   | Distancia (km) | Ganador        | Líder          |
| --------- | --------- | ----------------------------------- | ---------------------- | -------------- | -------------- | -------------- |
| 1.ª etapa | 28 de oct | Wanning Xinglong – Wanning Xinglong | etapa escarpada        | 88,3           | Jon Aberasturi | Jon Aberasturi |
| 2.ª etapa | 29 de oct | Wanning Xinglong – Haikou           | etapa escarpada        | 230,2          | Jakub Mareczko | Jakub Mareczko |
| 3.ª etapa | 30 de oct | Haikou – Chengmai                   | etapa escarpada        | 155,6          | Jakub Mareczko | Jakub Mareczko |
| 4.ª etapa | 31 de oct | Chengmai – Danzhou                  | etapa escarpada        | 192,3          | Jakub Mareczko | Jakub Mareczko |
| 5.ª etapa | 1 de nov  | Danzhou – Changjiang                | etapa escarpada        | 167,5          | Jakub Mareczko | Jakub Mareczko |
| 6.ª etapa | 2 de nov  | Changjiang – Sanya                  | etapa escarpada        | 219,6          | Jakub Mareczko | Jakub Mareczko |
| 7.ª etapa | 3 de nov  | Sanya – Wuzhishan                   | etapa de montaña       | 166,5          | Jacopo Mosca   | Jacopo Mosca   |
| 8.ª etapa | 4 de nov  | Wuzhishan – Lingshui                | etapa de media montaña | 197,4          | Marco Zanotti  | Jacopo Mosca   |
| 9.ª etapa | 5 de nov  | Lingshui – Wanning Xinglong         | etapa escarpada        | 153,8          | Joseph Cooper  | Jacopo Mosca   |

## Clasificaciones
Las clasificaciones finalizaron de la siguiente forma:

### Clasificación general
| \| Clasificación general \| Clasificación general \| Clasificación general \| Clasificación general \| Clasificación general \| \| Ciclista \| Ciclista \| Equipo \| Tiempo \| \| \| --------------------- \| --------------------- \| ----------------------------- \| --------------------- \| --------------------- \| \| 1.º \| Jacopo Mosca \| Wilier Triestina-Selle Italia \| 36 h 41 min 27 s \| \| \| 2.º \| Benjamín Prades \| Team Ukyo \| + 3 s \| \| \| 3.º \| Emīls Liepiņš \| Delko-Marseille Provence-KTM \| + 5 s \| \| \| 4.º \| Marco Zanotti \| Monkey Town Continental \| + 6 s \| \| \| 5.º \| Mykhailo Kononenko \| Kolss \| + 6 s \| \| \| 6.º \| Marc de Maar \| Hengxiang Cycling Team \| + 8 s \| \| \| 7.º \| Liu Jianpeng \| Hengxiang Cycling Team \| + 15 s \| \| \| 8.º \| Patrick Schelling \| Team Vorarlberg \| + 20 s \| \| \| 9.º \| Óscar Pujol \| Team Ukyo \| + 20 s \| \| \| 10.º \| Robbie Hucker \| IsoWhey Sports-Swiss Wellness \| + 21 s \| \| |                    |                               |                  |
| |                    |                               |                  |
| Fuente: ProCyclingStats |                    |                               |                  |
| Clasificación general |                    |                               |                  |
| Ciclista | Ciclista           | Equipo                        | Tiempo           |
| 1.º | Jacopo Mosca       | Wilier Triestina-Selle Italia | 36 h 41 min 27 s |
| 2.º | Benjamín Prades    | Team Ukyo                     | + 3 s            |
| 3.º | Emīls Liepiņš      | Delko-Marseille Provence-KTM  | + 5 s            |
| 4.º | Marco Zanotti      | Monkey Town Continental       | + 6 s            |
| 5.º | Mykhailo Kononenko | Kolss                         | + 6 s            |
| 6.º | Marc de Maar       | Hengxiang Cycling Team        | + 8 s            |
| 7.º | Liu Jianpeng       | Hengxiang Cycling Team        | + 15 s           |
| 8.º | Patrick Schelling  | Team Vorarlberg               | + 20 s           |
| 9.º | Óscar Pujol        | Team Ukyo                     | + 20 s           |
| 10.º | Robbie Hucker      | IsoWhey Sports-Swiss Wellness | + 21 s           |

### Clasificación por puntos
| Clasificación por puntos | Clasificación por puntos | Clasificación por puntos      | Clasificación por puntos | Clasificación por puntos |
| Ciclista                 | Ciclista                 | Equipo                        | Puntos                   |                          |
| ------------------------ | ------------------------ | ----------------------------- | ------------------------ | ------------------------ |
| 1.º                      | Jakub Mareczko           | Wilier Triestina-Selle Italia | 95 pts                   |                          |
| 2.º                      | Martin Laas              | Delko-Marseille Provence-KTM  | 83 pts                   |                          |
| 3.º                      | Emīls Liepiņš            | Delko-Marseille Provence-KTM  | 71 pts                   |                          |
| 4.º                      | Jon Aberasturi           | Team Ukyo                     | 66 pts                   |                          |
| 5.º                      | Dylan Page               | Caja Rural-Seguros RGA        | 64 pts                   |                          |

### Clasificación de la montaña
| Clasificación de la montaña | Clasificación de la montaña | Clasificación de la montaña   | Clasificación de la montaña | Clasificación de la montaña |
| Ciclista                    | Ciclista                    | Equipo                        | Puntos                      |                             |
| --------------------------- | --------------------------- | ----------------------------- | --------------------------- | --------------------------- |
| 1.º                         | Sam Crome                   | IsoWhey Sports-Swiss Wellness | 33 pts                      |                             |
| 2.º                         | Vitaliy Buts                | Kolss                         | 27 pts                      |                             |
| 3.º                         | Patrick Schelling           | Team Vorarlberg               | 25 pts                      |                             |
| 4.º                         | Benjamín Prades             | Team Ukyo                     | 19 pts                      |                             |
| 5.º                         | Joseph Cooper               | IsoWhey Sports-Swiss Wellness | 10 pts                      |                             |

### Clasificación por equipos
| Clasificación por equipos | Clasificación por equipos     | Clasificación por equipos | Clasificación por equipos |
| Equipo                    | Equipo                        | Tiempo                    |                           |
| ------------------------- | ----------------------------- | ------------------------- | ------------------------- |
| 1.º                       | Delko Marseille Provence KTM  | 110 h 05 min 24 s         |                           |
| 2.º                       | Suiza                         | + 31 s                    |                           |
| 3.º                       | Wilier Triestina-Selle Italia | + 1 min 01 s              |                           |
| 4.º                       | Kolss                         | + 1 min 25 s              |                           |
| 5.º                       | IsoWhey Sports-Swiss Wellness | + 1 min 40 s              |                           |